# Ray Gillen
Ray Gillen (* 12. Mai 1959 in New York City, New York; † 1. Dezember 1993 ebenda) war ein US-amerikanischer Hard-Rock-Sänger.

## Leben
Gillen wuchs in Cliffside Park, New Jersey auf. Seine musikalischen Haupteinflüsse waren Rockbands der 1970er-Jahre, wie Bad Company, Led Zeppelin und Deep Purple. In der Rockmusikszene trat Gillen hauptsächlich gegen Ende der 1980er Jahre in Erscheinung, nachdem Tony Iommi in ihm einen würdigen Nachfolger des Sängers Glenn Hughes sah, und dem indianisch-stämmigen US-Amerikaner das Angebot machte, bei Black Sabbath fest einzusteigen. Nach einer Tournée nahm Iommi das Album The Eternal Idol zunächst mit Gillen als Sänger auf, ließ aber kurz darauf die Gesangsspuren von Tony Martin neu einsingen. Die Demoaufnahmen mit Gillen am Gesangsmikrophon fanden anfänglich nur als Bootlegs Verbreitung, wurden jedoch im Jahr 2010 auf einer Deluxe-Edition des Albums veröffentlicht.
Später gründete er mit dem früheren Ozzy-Osbourne-Gitarrist Jake E. Lee die Band Badlands, mit der er drei Alben aufnahm. Er war außerdem einer der auserwählten Musiker für das All-Star-Projekt Phenomena II (Titel: Dreamrunner).
Gillen war als Gastmusiker für Bands wie Savatage, The Cult und George Lynch tätig.
Ray Gillen starb im Dezember 1993 an Begleitumständen, die mit seiner AIDS-Erkrankung einhergingen und wurde in Bergen County, New Jersey, beerdigt.
Im Jahr 1994 organisierte der Ex-Deep-Purple- und Black-Sabbath-Musiker Glenn Hughes ein Tribute-Konzert zum Gedenken an den talentierten Rocksänger. Bei diesem Konzert wirkten unter anderem Sebastian Bach und Paul Pescoe, der Gitarrist der amerikanischen Sängerin Mariah Carey mit.
Im Jahr 1995 erschien das Debütalbum Sun Red Sun der gleichnamigen Band, an dem Gillen mitarbeitete. Seine Stimme ist auf vier Stücken des Albums zu hören.

## Diskografie (Auswahl)
- Badlands – Same (1989)
- Badlands – Voodoo Highway (1991)
- Badlands – Dusk (1993)
- Sun Red Sun – Al Romano (1995)
- Phenomena – Dream Runner (1987)
- Black Sabbath – The Eternal Idol Deluxe Edition (2010)